# مایک پیل
مایک پیل (انگلیسی: Mike Pyle؛ زادهٔ ۱۸ سپتامبر ۱۹۷۵) ورزشکار هنرهای رزمی ترکیبی اهل ایالات متحده آمریکا است. وی بین سال‌های ۱۹۹۹ تا ۲۰۱۸ میلادی فعالیت می‌کرد.
از فیلم‌ها یا برنامه‌های تلویزیونی که وی در آن نقش داشته‌است می‌توان به سرباز جهانی: احیا اشاره کرد.